# Cucina con Buddy
Cucina con Buddy (titolo originale Kitchen Boss) è un programma televisivo statunitense condotto da Buddy Valastro, noto soprattutto per il programma Il boss delle torte. La serie ha debuttato in patria a partire dal 25 gennaio 2011 sulla rete  TLC, mentre in Italia ha fatto il suo debutto il 3 ottobre dello stesso anno su Real Time. Sono state prodotte due serie con un totale di 56 episodi.
Tutte le puntate del programma sono state registrate in uno studio televisivo di New York, a differenza delle puntate che vengono realizzate ne Il boss delle torte che vengono registrate sui luoghi di lavoro della società di Buddy Valastro o a casa sua e dei suoi amici o familiari.
Poco dopo la fine della messa in onda della seconda edizione, non è stata confermata una terza edizione e lo show è stato cancellato.

## Format
Ogni giorno, il boss delle torte (doppiato in italiano da Pasquale Anselmo) propone ai telespettatori alcune ricette tipiche della propria tradizione familiare. Si tratta, il più delle volte, di piatti tradizionali italiani, rielaborati e rivisti con elementi più tipici della cucina statunitense, come spezie ed aromi poco usati in Italia. Inoltre l'impiego di ingredienti mediterranei, come parmigiano, prezzemolo, aglio ed olio d'oliva,  risulta essere, per quantità e modalità d'uso, più simile alle abitudine gastronomiche americane che a quelle italiane. Nella preparazione delle ricette viene spesso aiutato da familiari e amici.
Nella seconda edizione del programma, oltre a presentare e preparare piatti di ispirazione italiana, spiega ai suoi telespettatori come realizzare ricette che prendono ispirazione da varie cucine internazionali come la cucina indiana, messicana e cinese.

## Edizioni
| Edizione | Episodi | Prima TV USA | Prima TV Italia |
| -------- | ------- | ------------ | --------------- |
| 1        | 40      | 2011         | 2011            |
| 2        | 16      | 2012         | 2012            |

## Il libro
Abbinato alla trasmissione troviamo anche un libro con circa 100 ricette, edito da Simon & Schuster in collaborazione con TLC, intitolato Cooking Italian with the Cake Boss: Family Favorites as Only Buddy Can Serve Them Up, pubblicato il 14 febbraio 2013. Le foto inserite all'interno del libro sono state realizzate dal fotografo Miki Duisterhof.

## DVD
- 2011 - Kitchen Boss. Secret Family Recipes[6]